# Obernberger See
El llac d'Obernberg (en alemany: Obernberger See) es troba a una altura de 1.590 metres a la vall del mateix nom als Alps de l'Stubai, prop de Brenner. Amb la seva gran àrea i volum és el llac més gran a la part sud del Tirol. L'aigua dolça li arriba subterràniament del riu Obernberger Seebach. Al voltant del llac hi ha diverses rutes de viatge.
El llac té qualitat A a la superfície i és un dels llacs més bonics del Tirol. A la part inferior del llac hi ha una cortina d'algues que fa que l'aigua sigui tèrbola a una profunditat de 13 metres. El bany hi està prohibit per tal que la població de peixos i la qualitat de l'aigua romanguin intactes. Al llac hi viuen truites i altres peixos. La temperatura de l'aigua és d'entre 11 i 14 °C.